# Carl Christian Vogel von Vogelstein

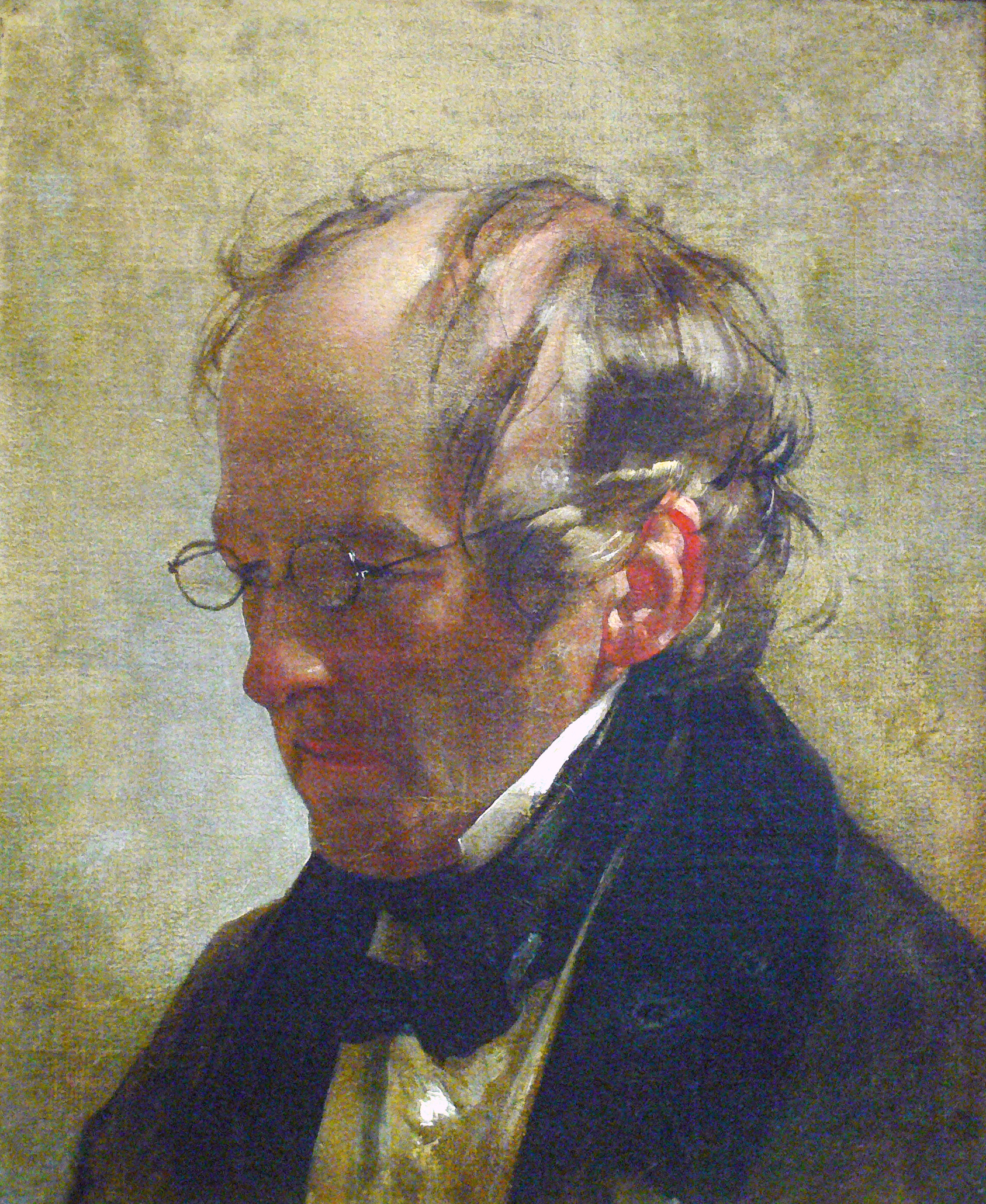
Carl Christian Vogel von Vogelstein (Porträt von Friedrich von Amerling, 1837)

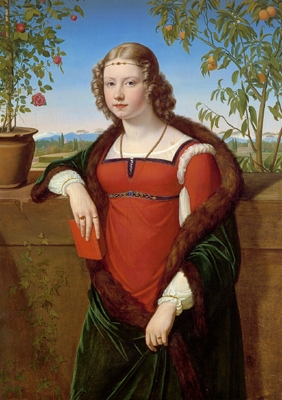
Fürstin Leopoldine Karoline Pálffy, geb. Gräfin Kaunitz-Rietberg. Gemälde von Carl Christian Vogel von Vogelstein um 1818

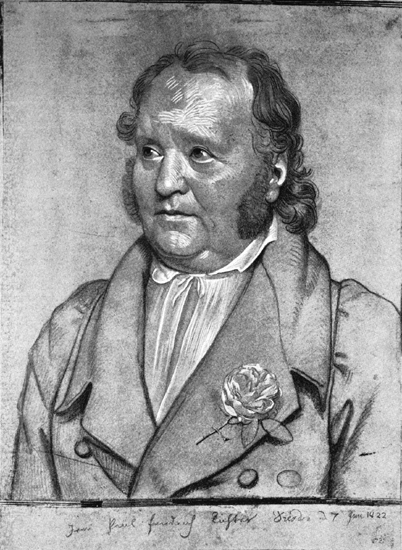
Porträt Jean Paul, 1822

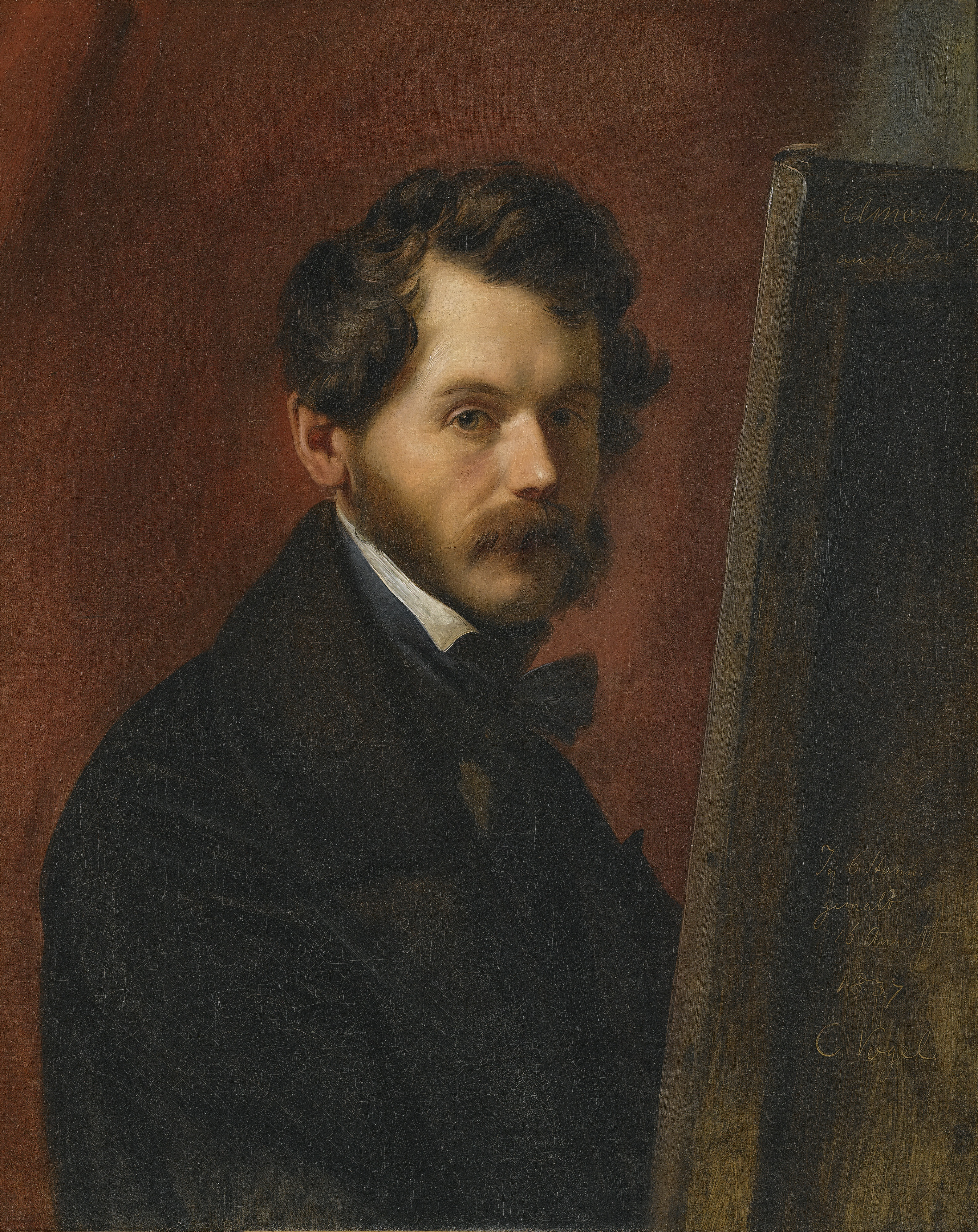
Bildnis des Friedrich von Amerling, 1837

Carl Christian Vogel, seit 1831 Vogel von Vogelstein (* 26. Juni 1788 in Wildenfels, Kursachsen; † 4. März 1868 in München), war ein deutscher Maler.

## Leben
Der Sohn des durch Porträts und Kinderbilder bekannt gewordenen Malers Christian Leberecht Vogel wurde schon früh vom Vater unterrichtet. Ab 1804 besuchte er die Kunstakademie in Dresden, wo er viele Bilder der Gemäldegalerie kopierte und auch mit ersten eigenen Porträts hervortrat.
1807 zog er auf Einladung des Barons Carl Otto von Löwenstern, dessen Kindern er in Dresden Zeichenunterricht gegeben hatte, nach Dorpat in Livland. 1808 zog er nach Sankt Petersburg, wo er im fürstlich Gagarin’schen Palais ein Atelier einrichtete und erfolgreich Adlige und Diplomaten porträtierte.
1812 hatte Vogel genug Mittel beisammen, um eine lang ersehnte Reise nach Italien antreten zu können. Auf dem Weg dorthin machte er in Berlin und Dresden Station, wo er unter anderem seine Eltern und Franz Pettrich porträtierte.
Von 1813 bis 1820 wohnte Vogel in Rom, wo zu dieser Zeit viele deutsche Künstler tätig waren. Dort trat er 1819 zum Katholizismus über.
Zwischen den dort vorherrschenden antikisierenden und romantisierenden Schulen versuchte er einen Mittelweg zu finden. Sein Stil lehnte sich stark den des Malers Raphael Mengs an. In Italien kopierte er eine große Zahl von Gemälden und Wandgemälden alter Meister. Auch bei späteren Reisen vermehrte er seine Sammlung von Kopien und veröffentlichte 1860 dazu sogar einen Katalog.
Neben religiösen Bildern, Landschaftszeichnungen und anatomischen Studien schuf Vogel auch in Rom hauptsächlich Porträts, unter anderem von Bertel Thorvaldsen, Lucien Bonaparte und – im Auftrag des sächsischen Königs – Papst Pius VII. Bei den deutschen Künstlern in Rom war Vogel sehr beliebt, wie eine von Ringseis überlieferte Geschichte illustriert: 1818 erhielt er nach einstimmigen Beschluss seiner Kollegen eine Flasche Rheinwein von 1634, die der bayerische Kronprinz Ludwig der Künstlerschaft als Dank für die künstlerische Ausstattung eines Festsaals gestiftet hatte.
Schon in Petersburg hatte Vogel begonnen, eine Sammlung von Bildnissen zeitgenössischer Berühmtheiten anzulegen. Bis zum Ende seines Lebens entstanden so über 700 Porträts zunächst als Kreidezeichnung, später meist als Bleistiftzeichnung. Da die Porträts dieser Sammlung alle nach dem Leben gezeichnet sind und meist sogar vom Porträtierten mit einem Autogramm versehen wurden, sind sie auch eine bedeutende Quelle für die ikonografische und biografische Forschung zu den porträtierten Personen, zu denen sogar der 75-jährige Goethe gehörte. Für seine Sammlung zeichnet er in Rom u. a. Antonio Canova, Christian Daniel Rauch, Peter von Cornelius, Friedrich Overbeck, Johann Christian Reinhart, Philipp Veit, Ludwig Ferdinand Schnorr von Carolsfeld und Friedrich Rückert. Auch von seiner Sammlung ließ Vogel einen Katalog drucken. Später überließ er sie gegen eine lebenslange Pension König Johann I. von Sachsen. Heute befindet sie sich im Kupferstich-Kabinett der Staatlichen Kunstsammlungen Dresden.
1820 wurde Vogel als Nachfolger des ermordeten Gerhard von Kügelgens Professor der Dresdner Kunstakademie. Dort blieb er über 30 Jahre lang ansässig, ging jedoch wiederholt innerhalb Deutschlands und auch international (Paris 1830, London 1835) auf Reisen. In Dresden schuf er neben seiner Lehrtätigkeit weiterhin Porträts (unter anderem von Ludwig Tieck und Friedrich von Raumer), aber auch repräsentative Bilder wie die Deckengemälde für den Speisesaal von Schloss Pillnitz sowie zahlreiche religiöse Bilder (darunter Altarbilder für die Dresdner Hofkirche, im Auftrage des Domherrn von Ampach die Kreuzigung für den Christus-Zyklus im Naumburger Dom und eine Serie von Gemälden zum Leben Mariens in der Schlosskapelle Pillnitz). Nachdem er alle Mitglieder des sächsischen Königshauses porträtiert hatte, wurde ihm 1824 der Ehrentitel „Hofmaler“ verliehen, 1831 wurde er mit dem Namensprädikat „von Vogelstein“ geadelt. Er wurde zum Ehrenmitglied der Akademien von Berlin (seit 1832), der National Academy of Design in New York und der Akademie von Sankt Petersburg (beide seit 1833) ernannt; viele weitere Ehrenmitgliedschaften im In- und Ausland folgten.
Von 1842 bis 1844 unternahm er eine zweite längere Italienreise, die ihn nach Rom, Neapel und Pompeii führte. Aus seiner Beschäftigung mit Dante Alighieri entstand das monumentale Bild Dante in seiner Beziehung zur Divina Commedia, das in Italien große Bewunderung erregte und vom Großherzog von Toskana für dessen Palazzo della Crocetta in Florenz angekauft wurde. Ein ähnliches Bild schuf Vogel 1847–1852 zu Goethes Faust, später ein weiteres zu Vergils Aeneis. Das theatralische Pathos dieser Bilder wurde jedoch insbesondere in Deutschland vielfach kritisiert.
1853 wurde Vogel von Vogelstein in den Ruhestand versetzt. Er verließ Dresden und zog nach München. Dort schuf er weiterhin neue Gemälde und Nachschöpfungen eigener, früherer Gemälde. Von München aus reiste er 1856–1857 nochmals nach Rom. 1868 starb er in München.
Vogel hatte 1826 Julie Gensicken, eine Tochter der Schriftstellerin Wilhelmine Gensicken geheiratet. Seine Frau verstarb am 14. April 1828. Vogel hatte nur einen Sohn, Johannes Arnolf Leo Vogel von Vogelstein (1827–1889).

## Werke
- Zahlreiche Gemälde und Zeichnungen befinden sich im Besitz der Staatlichen Kunstsammlungen Dresden in der Galerie Neue Meister und im Kupferstichkabinett Dresden.[1]
- Die Deckengemälde und Fresken aus dem Marienleben in der Schlosskapelle Pillnitz wurden von Vogel von Vogelstein und seinen Schülern 1825–1830 ausgeführt.[2]
- Das Altarbild in der katholischen Heilig-Kreuz-Kirche in Annaberg-Buchholz, das den Heiligen Joseph von Calasanza zeigt, entstand im Jahre 1844.[3]
- Weitere Werke im Privatbesitz oder im Kunsthandel, siehe unter artnet.de.

## Veröffentlichungen
- Verzeichnis der in den Jahren 1814 bis 1857 in Italien von C. Vogel v. V. teils selbst gemachten, teils gesammelten Abzeichnungen und Durchzeichnungen nach altitalienischen Meistern. München 1860.
- Die Hauptmomente von Goethe’s Faust, Dante’s Divina Commedia und Virgil’s Aeneïs. Bildlich darstellt und nach ihrem innern Zusammenhange erläutert. Fleischmann, München 1861.